# ミニー・シーズン
ミニー・シーズン（Minnie Seasons）は、東京ディズニーランドで2007年3月1日から販売されているミニーマウスをメインにした商品シリーズの名称である。なお、過去に発売されていた「フォーシーズン・ミニー」の後継シリーズにあたる。

## 概要
この商品は過去に販売していた「フォーシーズン・ミニー」の流れを汲んだ商品で、ミニーマウスとフルーツをあしらった商品を中心に販売している。「フォーシーズン・ミニー」ではグッズのみの販売であったが、このシリーズではレストランのメニューも存在する。また、「フォーシーズン・ミニー」はその名の通り４つのシーズンに分けてシリーズ商品を販売しているが、このシリーズも同様に様々なシーズンに分けて展開する予定であり、それぞれのシーズンに合ったフルーツをテーマにする。